# Stetsonia coryne
El cacto Stetsonia coryne es la única especie del género Stetsonia, originaria de los desiertos bajos y bosques xerófilos del Gran Chaco, en Argentina, Bolivia y Paraguay. Fue nombrada en honor a Francis Lynde Stetson, de Nueva York.

## Descripción
La planta es de porte arborescente, pudiendo alcanzar los 12 m de altura. El tronco es grueso y corto, mide unos 4 dm de diámetro y se presenta ramificado con artículos que miden generalmente más de 6 dm de largo. Estos son de color verde brillante, aunque se vuelven color gris verdoso con la edad.

Las costillas son 8 o 12, sobresalen aproximadamente 15 mm y son redondeadas.
Las areolas son ovaladas y afieltradas, aunque con la edad se vuelven glabras.

Las espinas radiales se disponen en número de entre 7 y 9, miden unos 2-5 cm de longitud y están engrosadas en la base. Existe una única espina central, recta y más robusta, que puede medir hasta 8 cm de longitud. Todas son de color negro o castaño amarillento, aunque con el tiempo se vuelven blancas con la extremidad oscura.

Florece de octubre a abril y las flores miden unos 15 cm de longitud, nacen lateralmente en las proximidades del ápice y son de color verde por fuera y blanco por dentro; de apertura nocturna, se cierran a media mañana. Fructifica de enero hasta mayo y su fruto es una baya carnosa de 4 cm de diámetro, amarillenta, con escamas pequeñas, la pulpa ácida y perfumada, encierra abundantes semillas castañas.

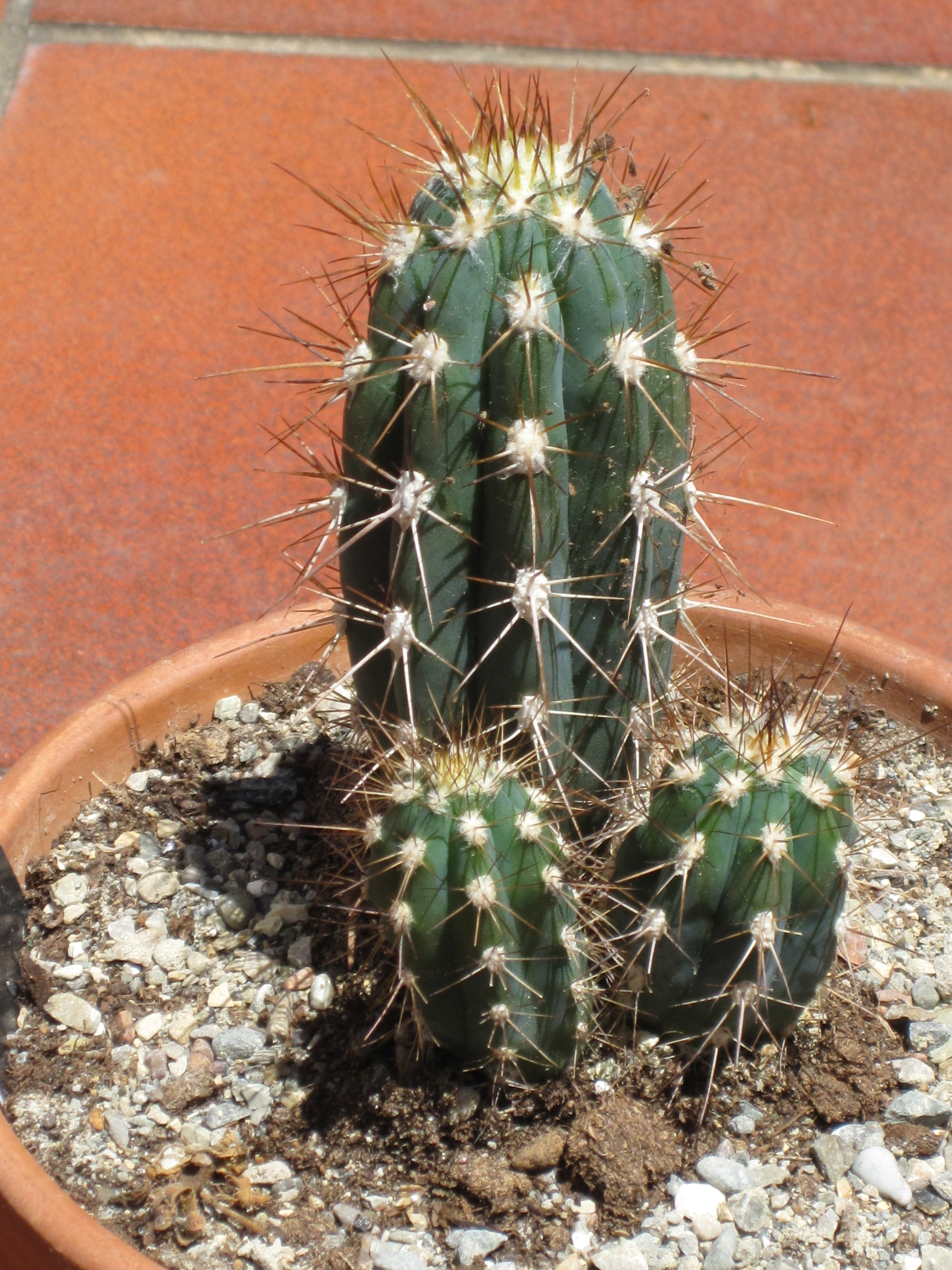
Stetsonia coryne

## Cultivo
Los ejemplares jóvenes agradecen la semisombra, aunque los adultos requieren pleno sol. Se multiplica por semilla o esqueje.
Resistente a la aridez extrema, vive en ambientes de llanura y montaña. Tiene una gran concentración de alcaloides, sobre todo mescalina. Soporta hasta -7 °C brevemente, solo cuando es una planta adulta (gran tamaño). Riego moderado.